# Karol Gerardis
Karol Gerardis (ur. ok. 1860, zm. 24 marca 1920 w Sanoku) – polski budowniczy, działacz społeczny.

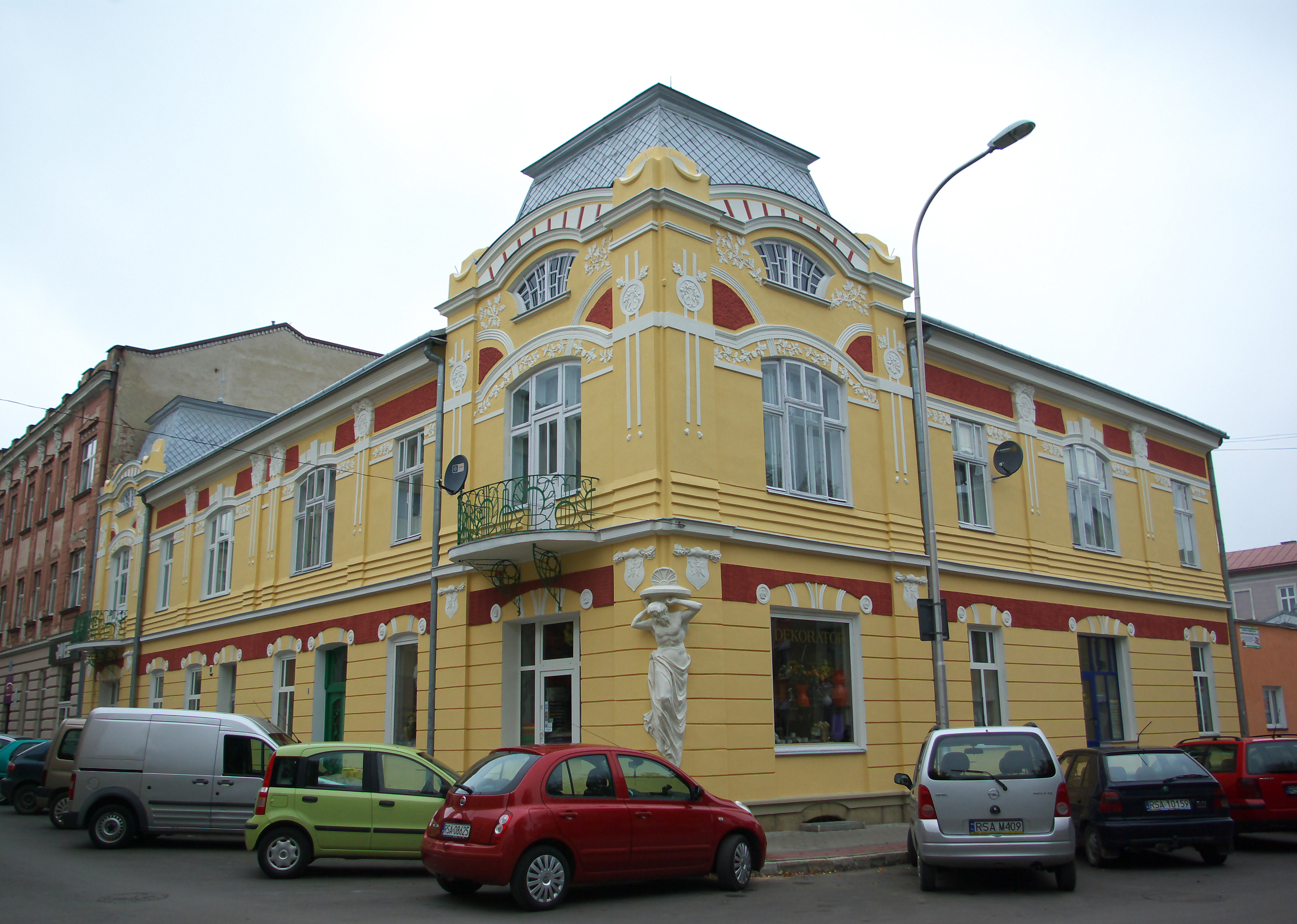
Kamienica Gerardisów w Sanoku

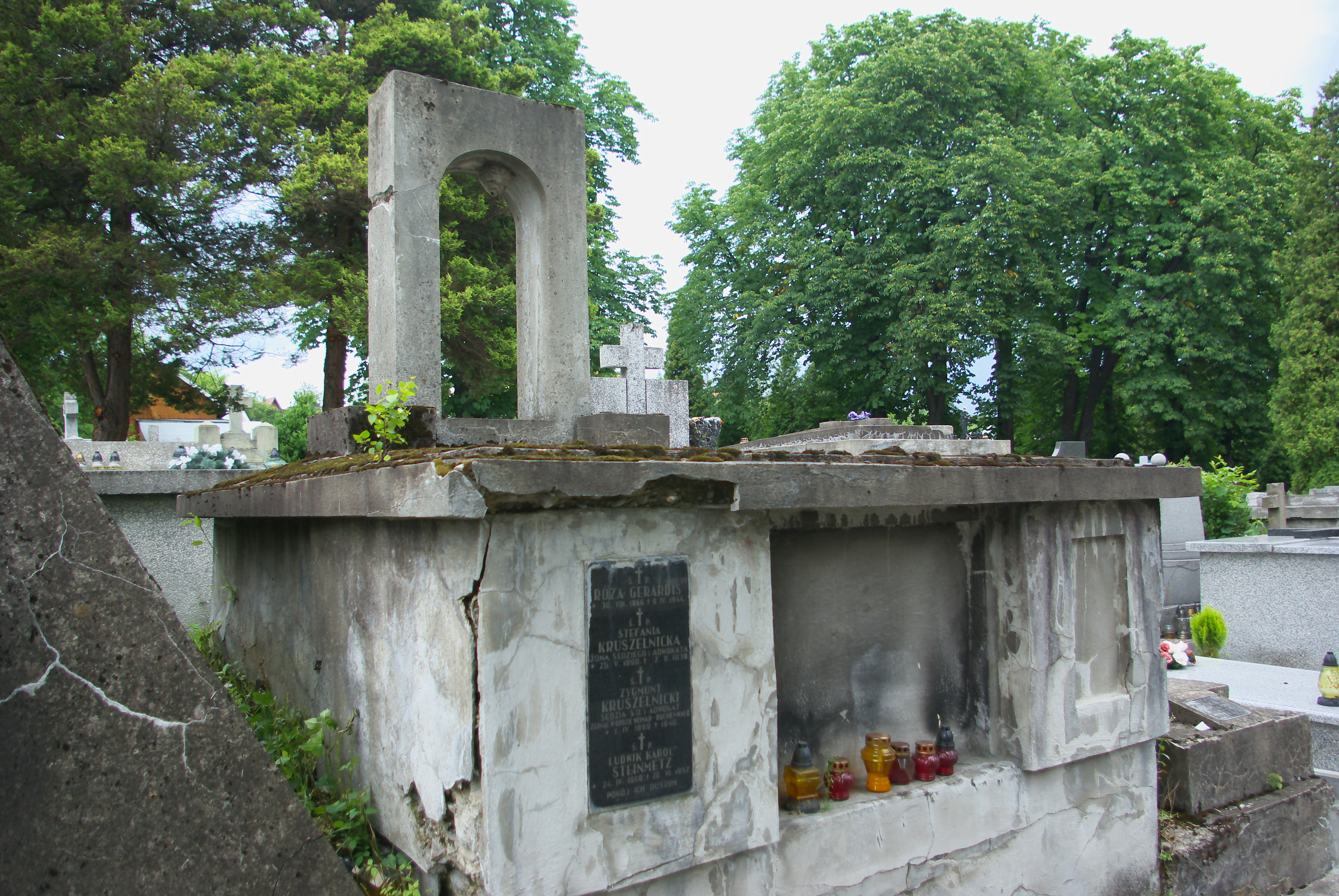
Grobowiec Gerardisów i Kruszelnickich w Sanoku

## Życiorys
Karol Gerardis urodził się ok. 1860. W Sanoku był przedsiębiorcą, budowniczym (prowadził zakład murarski) i przemysłowcem. Do początku 1912 prowadził wraz z Robertem Barańskim w Sanoku firmę pod nazwą Przedsiębiorstwo Budowy. Był uważany za znawcę w swojej dziedzinie i cieszył się powszechnym uznaniem.
W 1895 przedsiębiorstwo Karola Gerardisa prowadziło budowę rzeźni miejskiej i targowicy bydlęcej w Lisku. Przed 1902 Gerardis był w składzie komisji opiniującej powstanie pomnika Tadeusza Kościuszki w Sanoku. Był wykonawcą i właścicielem kamienicy z początku XX wieku (1906), od 1913 leżącej przy ustanowionej wówczas ulicy Kazimierza Wielkiego, później pod numerem 6 tej ulicy. W obrębie kościoła i klasztoru Franciszkanów w Sanoku dokonywał robót murarsko-remontowo-budowlanych w latach 90. XIX wieku, wykonał przebudową wieży świątyni w postaci jej podwyższenia w 1895, był fundatorem i ofiarodawcą postumentu ustanowionej w 1898 przy kościele figury Jezusa Chrystusa, wykonanej przez Stanisława Piątkiewicza i stanowiącej kopię posągu Chrystusa projektu Duńczyka Bertela Thorvaldsena (od 1977 postument pozostał w ustanowionej wówczas figurze Najświętszej Marii Panny Niepokalanej. Na przełomie 1899/1900 Karol Gerardis i inż. Władysław Beksiński prowadzili budowę gmachu sanockiego „Sokoła”. Karol Gerardis był jednym z opiniodawców projektu wież kościoła Przemienienia Pańskiego w Sanoku z początku XX wieku, a jego przedsiębiorstwo wykonało ich budowę. W 1906 popierał ideę regulacji przebiegających przez Sanok Potoku Płowieckiego i Potoku Stróżeckiego.
Uchwałą Rady Miejskiej w Sanoku z 1911 został uznany przynależnym do gminy Sanok. W tym mieście działał społecznie. Był członkiem założycielem sanockiego gniazda Polskiego Towarzystwa Gimnastycznego „Sokół” (1892, 1893, 1894, 1906, 1920), w którego strukturze był przewodniczącym komisji łyżwiarskiej, zasiadał w komisji budowlanej i opracowującej projekt budowlany, 25 lutego 1899 został wybrany wydziałowym i pełnił tę funkcję w kolejnych latach, 2 marca 1899, do 1904, ponownie 1 kwietnia 1909, w 1911 wybrany drugim zastępcą prezesa. Otrzymał tytuł członka honorowego sanockiego „Sokoła”. Nazwiska Karola i Róży Gerardisów zostały umieszczone w drzewcu sztandaru TG Sokół w Sanoku na jednym z 125 gwoździ upamiętniających członków gniazda. Na przełomie XIX i XX wieku był członkiem zwyczajnym Macierzy Szkolnej dla Księstwa Cieszyńskiego. Został członkiem zarządu założonego 24 kwietnia 1904 oddziału Towarzystwa Pomocy Przemysłowej w Sanoku. Działał we władzach wydziału „Towarzystwa Bursy”, sprawującego pieczę nad Bursą Jubileuszową im. Cesarza Franciszka Józefa w Sanoku; 28 września 1904 został wybrany zastępcą członka wydziału, a 17 października 1907 wybrany członkiem wydziału. Został jednym z zastępców dyrektorów Towarzystwa Zaliczkowego w Sanoku. Działał we władzach wydziału Towarzystwa Pomocy Naukowej w Sanoku. Był działaczem Towarzystwa Pszczelniczo-Ogrodniczego w Sanoku, w którym był zastępcą wydziałowego i wydziałowym. Był działaczem Towarzystwa Upiększania Miasta Sanoka, w którym pełnił funkcje skarbnika, wydziałowego. Był członkiem wydziału (zarządu) Towarzystwa Szkoły Ludowej w Sanoku. W 1906 wsparł finansowo budowę Kościoła św. Stanisława w Lutowiskach. Działał w ruchu przeciwalkoholowym w Sanoku. Przy C. K. Sądzie Obwodowym w Sanoku został wybrany przysięgłym zastępcą w 1910 i przysięgłym głównym w 1914.
Po wybuchu I wojny światowej i utworzeniu Naczelnego Komitetu Narodowego, został członkiem Powiatowego Komitetu Narodowego w Sanoku, a później został mianowany przez Departament Wojskowy NKN na stanowisko komisarza wojskowego w Sanoku. 22 listopada 1914 cesarz Franciszek Józef pismem odręcznym nadał budowniczemu cywilnemu Karolowi Gerardisowi w najłaskawszym uznaniu wybornych usług wobec wroga Złoty Krzyż Zasługi Cywilnej z koroną na wstążce Medalu Waleczności. O otrzymaniu odznaczenia cesarskiego Gerardis informował też w Sanoku w maju 1915. W połowie 1915 przebywał w uzdrowisku Karlsbad. W połowie 1918 otwierał fabrykę marmolady w Sanoku.
Zamieszkiwał przy ul. Adama Mickiewicza 262. Zmarł 24 marca 1920 w Sanoku w wieku 60 lat na zapalenie płuc. Został pochowany 26 marca 1920 na cmentarzu przy ul. Rymanowskiej w Sanoku w pogrzebie pod przewodnictwem ks. proboszcza Franciszka Salezego Matwijkiewicza.
Przez 37 lat był żonaty z Różą Gerardis, córką Wilhelma Mossora (wzgl. Mozor, ur. 1866 w Hüttenfeld, zm. 8 kwietnia 1944, zwana „Panią Żyrardową”). Ich córką była Stefania (ur. 1890 lub 1891 w Gliniku Mariampolskim, zm. 1938), od 1911 żona Zygmunta Kruszelnickiego (sędzia, adwokat), a wnukiem Zbigniew Kruszelnicki (1916-1972, architekt). Spadkobiercami kamienicy Karola Gerardisa została rodzina Kruszelnickich, w tym wnuk Paweł Kruszelnicki.